# Galp
Galp är ett portugisiskt oljeföretag, med huvudkontoret i Lissabon.

Företaget bildades 1999 genom sammanslagningen av Petrogal och Gás de Portugal.

Galp har två raffinaderier i Portugal: i Sines och i Matosinhos.

Företaget har expanderat kraftigt på senare år i Spanien, Brasilien och Angola, och har verksamhet även i Kap Verde, Östtimor, Gambia, Guinea-Bissau, Marocko, Moçambique, Namibia, Swaziland, Venezuela, Uruguay och Ekvatorialguinea.

GALP är börsnoterat på Euronext Lisbon och ingår i PSI-20 index.